# Ga Phố Lu
Ga Phố Lu là một nhà ga xe lửa tại thị trấn Phố Lu, huyện Bảo Thắng, tỉnh Lào Cai. Nhà ga là một điểm của đường sắt Hà Nội - Lào Cai và nối với ga Cầu Nhô với ga Lạng.
| Ga trước Cầu Nhô | Đường sắt Việt Nam Đường sắt Hà Nội - Lào Cai | Ga sau Lạng |

| Ga trước (không có) | Đường sắt Việt Nam Đường sắt Phố Lu - Pom Hán | Ga sau Xuân Giao B |